# 半人马号
半人马号（英語：Centaurus）是一项飞越半人马小行星2060喀戎和施瓦斯曼-瓦奇曼号1号的任务概念，是为响应2019年美国宇航局发现计划招标而提交的一项提案，但最终未进入2020年2月美国宇航局选定进一步开发的四项任务之列。如果它被选中，“半人马号”将是人类第一次尝试飞越半人马小行星的任务。

## 概述

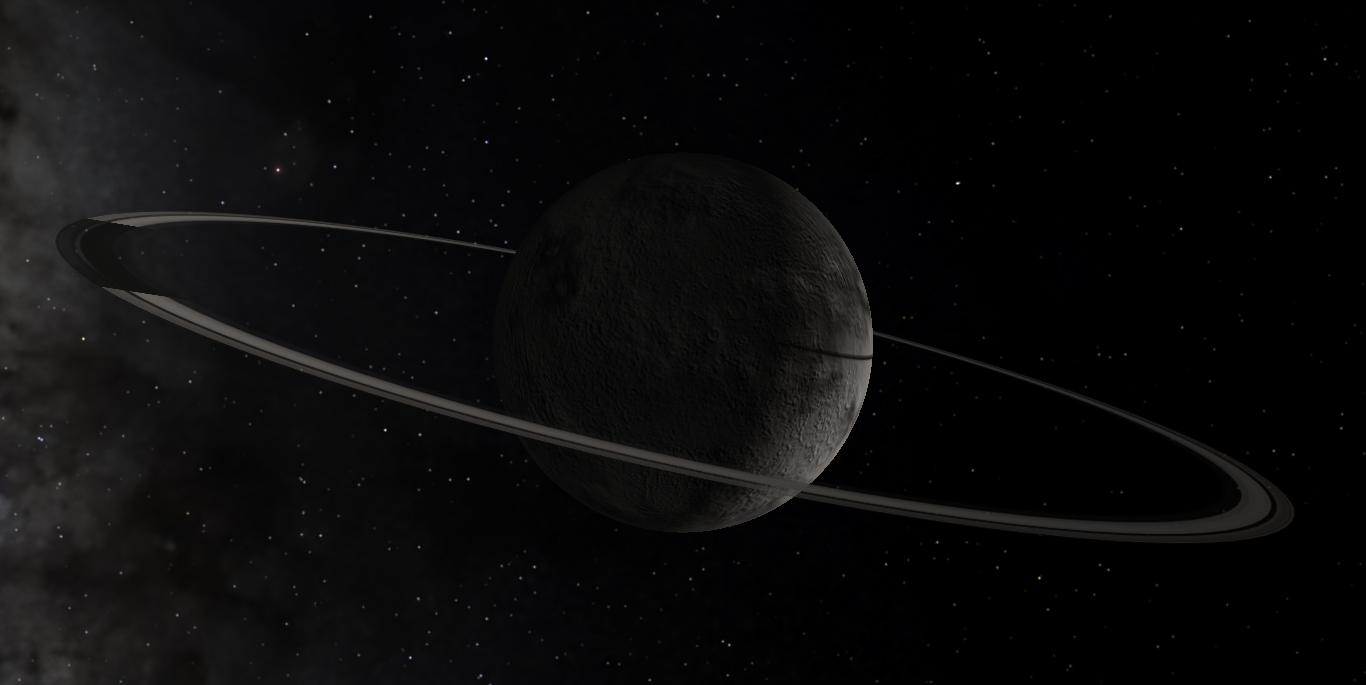
带圆环的喀戎照片

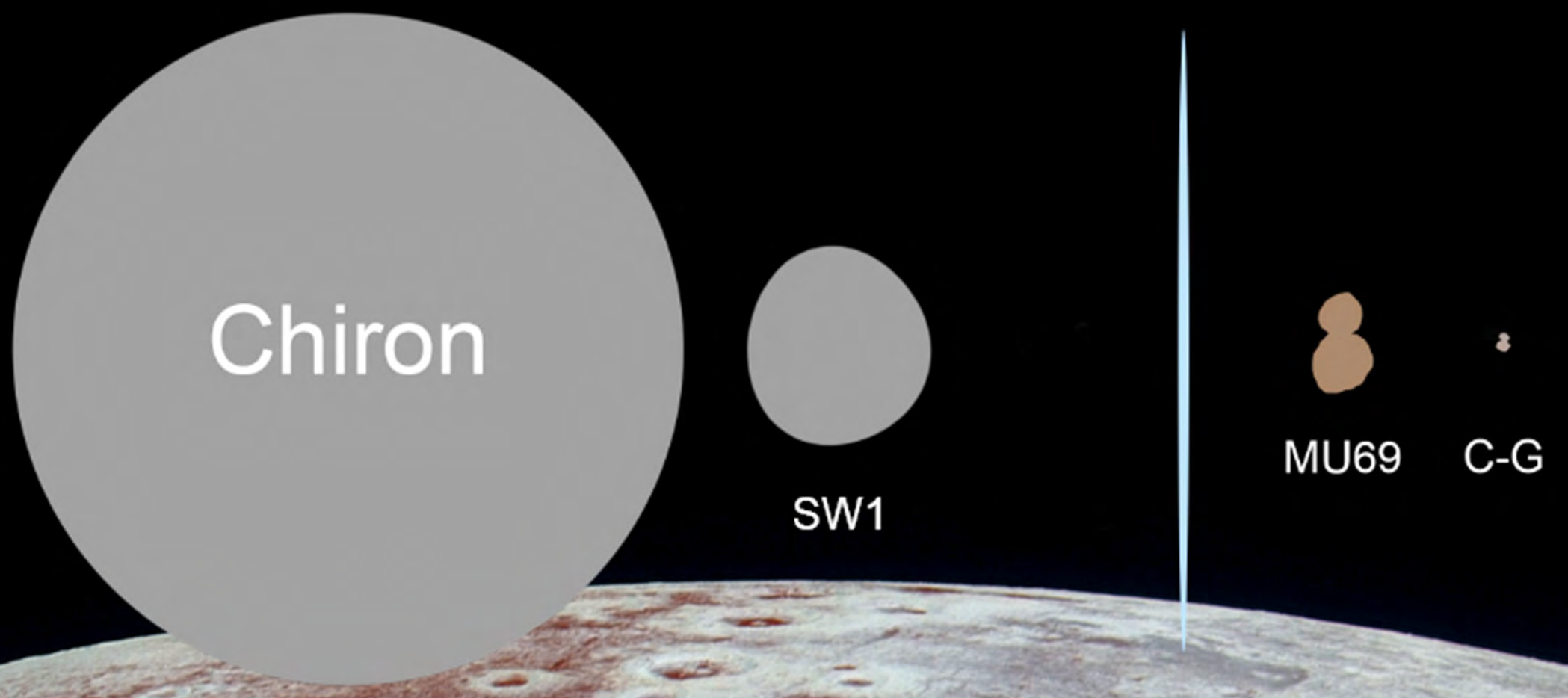
喀戎与施瓦斯曼-瓦赫曼1号彗星、阿罗科思小行星和彗星67P/丘留莫夫-格拉西缅科彗星的比较。冥王星显示在照片底部。

假如该提案被选中，“半人马号”将可以在2026年至2029年中的任何一年发射。该任务的首要目标是探索半人马小行星“2060喀戎”和施瓦斯曼-瓦赫曼1号彗星(通常简称为“SW1”)。半人马小行星是从柯伊伯带“逃出”，穿越巨行星轨道的小天体。这两颗天体都是远拱点位于土星轨道内的活跃半人马小行星。“半人马号”搭载的探测设备包括成像仪和光谱仪，以研究这些天体的表面、彗发和任何可能环绕着它们的卫星环及牧羊犬卫星(shepherd moons)。探测器上太阳能电池板的使用将可取消对放射性同位素热电机(RTGs)或其他核源的需求。
这两颗目标天体都显示存在有环和/或彗发活动证据。喀戎是已知的第二大半人马小行星，直径仅次于卡里克洛。过去已确认了它的彗发活动，它可能也有环系统。施瓦斯曼-瓦赫曼1号彗星是已知最活跃的半人马小行星，平均每年有7次活动周期， 这相当于彗星约每50天就有一次喷发活动。因此，“半人马号”极有可能在它处于活跃期间时飞越它。

## 任务管理
“半人马号”由美国西南研究院(SwRI)和喷气推进实验室(JPL)联合提案，约翰·霍普金斯大学应用物理实验室(APL)和美国宇航局 戈达德航天中心也参与其中。该任务的首席研究员和副研究员分别是科罗拉多州博尔德市美国西南研究院的阿兰·斯特恩和凯西·辛格。

## 另请参阅
- 小行星探索任务列表
- 太阳系探测器列表